# Tenuipalpus podocarpi
Tenuipalpus podocarpi är en spindeldjursart som beskrevs av Lawrence 1943. Tenuipalpus podocarpi ingår i släktet Tenuipalpus och familjen Tenuipalpidae. Inga underarter finns listade i Catalogue of Life.